# Zsók Béla
Zsók Béla (Déva, 1939. október 9. – Déva, 2006. szeptember 28.) erdélyi magyar népzenekutató, néprajzi író.

## Életútja
Középiskolai tanulmányait Déván végezte. 1958-ban Bukarestben a Nyomdaipari Szaklíceumban kézi betűszedői képesítést szerzett. 1960-ig kézi betűszedő nyomdász Déván, Nagyváradon, Sepsiszentgyörgyön, 1971-től Bukarestben az Előre, majd a Romániai Magyar Szó tördelőszerkesztője.

## Munkássága
Néprajzi kutatómunkáját a Hunyad megyébe telepített bukovinai székelyek körében végezte. Első publikációja a Művelődésben jelent meg (Hozzászólás a műkedvelő népzenekutatás kérdéséhez. 1975/12), majd ezt követte Kasler N. Máriával közös közleménye Dévai telepesek népdalai címmel (Művelődés 1977/6) és a Sztrigyszentgyörgyi népdalok (Művelődés, 1985/4).
Későbbi, periodikákban, gyűjteményes kötetekben közölt tanulmányai, közleményei:
- A Hunyad megyébe telepedett bukovinai székelyek karácsonyi katonajátékának szövegvizsgálata, 1982–1995 (in: Az iskolai színjáték és népi dramatikus hagyományok. Debrecen 1993);
- A halálra való felkészülés a dévai (bukovinai székely) Csángó Telepen (in: Vallási Néprajz. 6. Debrecen 1994);
- A Dévára települt bukovinai székelyek kapcsolata a környező románsággal (Erdélyi Múzeum, 1994/3–4);
- Dévai székely gyermekek játékai (Honismeret, 1994/3);
- Déva-telep helynevei és határnevei (Művelődés, 1996/10);
- Román elemek négy 18. század végi erdélyi magyar iskoladrámában (Néprajzi Látóhatár, 1997/1–4);

- A „csángó” elnevezés és identitástudat alakulása a Hunyad megyébe telepedett bukovinai székelyeknél (Néprajzi Látóhatár, 1998/ 3–4);
- „Ezek utolsó akaratim…” (in: A KJNT Évkönyve. 7. Kolozsvár, 1999);
- A százéves Déva-telep lakóinak életvitele, hagyományainak és identitástudatának változásai (in: Paraszti múlt és jelen az ezredfordulón. Szentendre, 2000);
- Tréfás történetek Déva-telepről (Néprajzi Látóhatár 2001/1–4).

Első kötete, Az egyszeri ember. Tréfás mesék a dévai (bukovinai székely) csángó telepről (Bukarest, 1993) 34, a szóbeliségben fennmaradt tréfás mesét tartalmaz. Az Elment a madárka (Bukarest, 1995) és Bukovinai népzenei emlékek Csernakeresztúrról, Sztrigyszentgyörgyről, Vajdahunyadról c. könyveiben (Bukarest, 1995) a bukovinai székelyek körében gyűjtött népdalokat, népballadákat, táncdallamokat, csujogatásokat közli. Az anyagot dallamelvű osztályozás szerint rendezi, a dallamváltozatok mellett szövegváltozatokat is. A kötet Mailand Oszkár, Kolumbán Samu és Szabó Imre század eleji gyűjtéseit is tartalmazza.
Az Én mindig itthon voltam. Néprajzi írások Déváról c. munkájából (Bukarest–Kolozsvár, 2000) a Déva-telepi székelyek világa rajzolódik ki. A közösség identitástudata, végrendelkezés, lótartás, halálra való felkészülés, határnevek használata, a környező románsággal való kapcsolatuk vizsgálata mellett különböző folklórműfajok (nagyotmondások, népi dramaturgiai játékok) leírását is megtaláljuk benne.

## További művei
- Édesanyám dalai; Kriterion, Kolozsvár, 2004
- Az andrásfalvi reformátusok két évszázada (válogatás az egyházközség levéltári anyagából, Kolozsvár, 2005)
- A bukovinai andrásfalvi székelyek 200 éve (Kolozsvár, 2005)
- A dévai Szent Antal-templom (Déva, 2005)

## Hagyatékában maradt tanulmányok
- Kodály Zoltán bukovinai román népdalgyűjtései
- A kvintugrással kezdő magyar népdalok vizsgálata
- A családi és rokonsági viszony vizsgálata a dévai csángó telepen
- Szólásmondások, átkok, szitkok, káromkodások